# Baldridge (Texas)
Baldridge war ein Ort im Pecos County im US-Bundesstaat Texas. Es ist heute eine Geisterstadt. 

## Geographie
Baldridge lag im mittleren Westen von Texas, 26 Kilometer nordöstlich von Fort Stockton im nördlichen zentralen Teil des Pecos County. Der Ort lag 770 Meter über dem Meeresspiegel und verfügte über keine Wasserflächen.

## Geschichte
Der Eisenbahnbau der Kansas City, Mexico and Orient Railway erreichte 1913 die Gegend von Baldridge, wo die Eisenbahngesellschaft einen Haltepunkt einrichtete. Die Station wurde nach den topographischen Gegebenheiten benannt: Baldridge = kahler Bergrücken. Rund um die Bahnstation entstand ein kleiner Ort gleichen Namens, der 1939 rund 200 Einwohner hatte. Die Kargheit des Bodens und fehlende Wasserressourcen ließen auf Dauer eine landwirtschaftliche Nutzung des Gebietes nicht zu. 1945 war die Zahl der Einwohner auf 50 gesunken. In den 1950er Jahren wurde der Ort aufgegeben.